# Língua triqui de Copala
O Triqui de Copala é uma língua Trique falada na cidade de San Juan Copala a arredores, Oaxaca, México Uma estimativa de 2007 da SIL informou o número de falantes de Copala Triqui em 25 mil

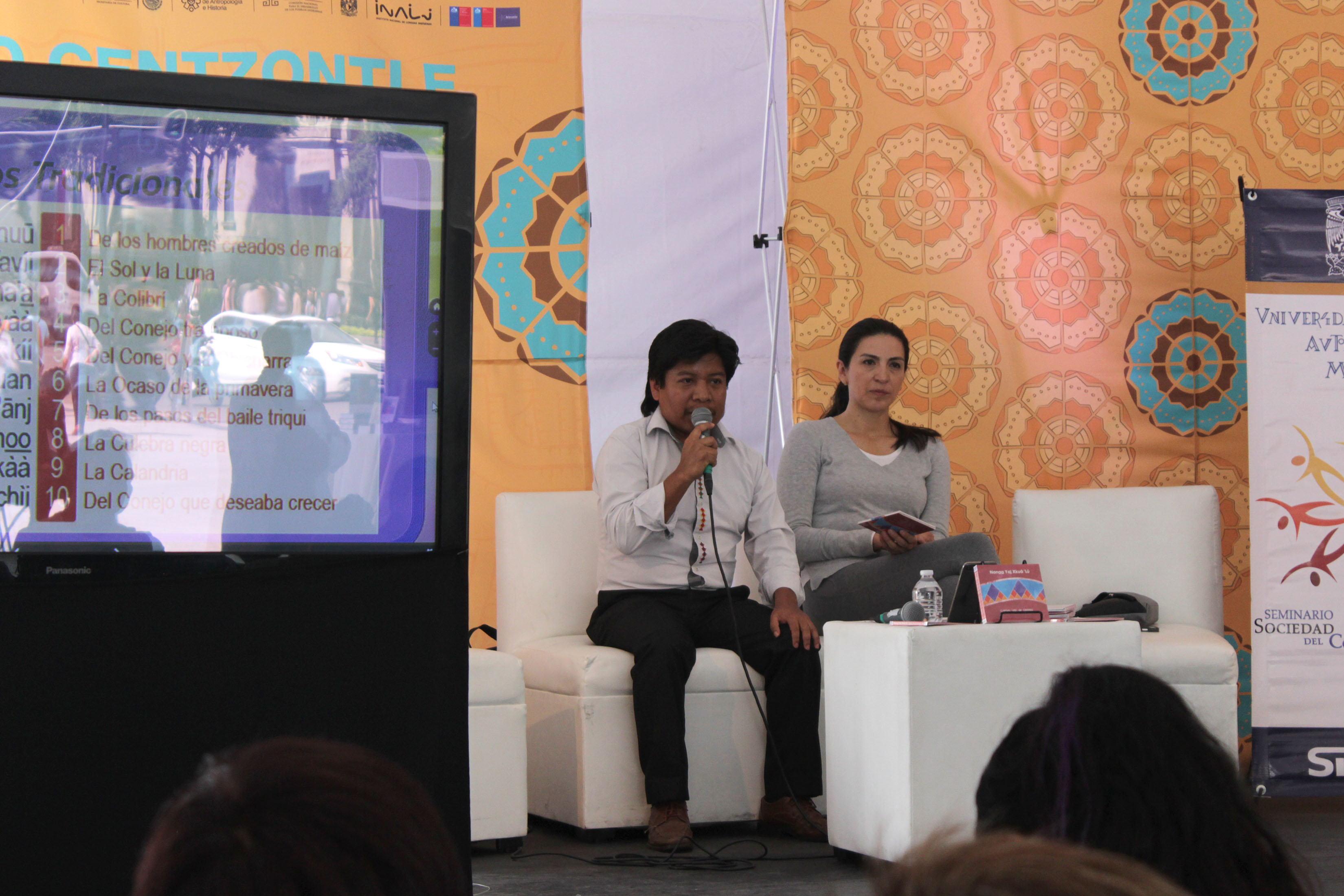
Apresentação em Copala Triqui na quinta Festa das Culturas Indígenas Pueblos e Barrios Originais

## Geografia
Os imigrantes de Oaxaca formaram uma grande comunidade de falantes de Copala Triqui na cidade de Greenfield, Califórnia. Aulas bimensal de língua Triqui foram pilotadas na Biblioteca Pública de Greenfield em 2010.

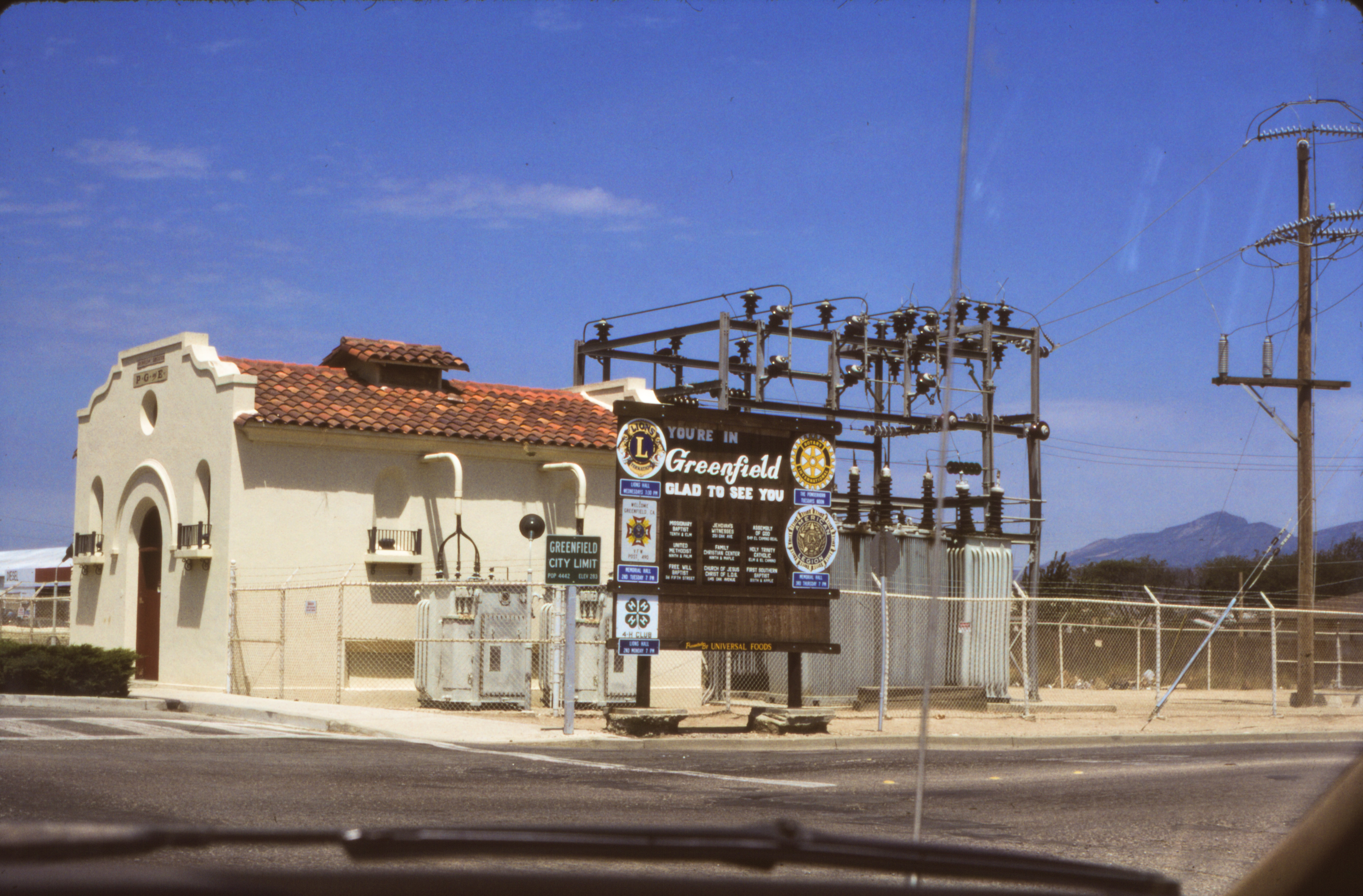
Sinal de Bem Vindo em Greenfield, California

## Escrita
A língua Copala usa o alfabeto latino sem as letras F, Q, V, C.isolado; usam-se as formas Ch, Chr Sr, Ts, Zh.

## Amostra de texto
Ne'en soj me xcuu cu'naj xtaa na'. Xtaa me xo', tzaj ne xta' chéé xo' a. Xta' chéé xcuu cu'naj xtaa yo' a. Tzaj ne tumé xcuu cu'naj xtaa doj tzin' cacun' a. Chá xo' chuchee daán chana a. Chá xo' chuchee le'ej a. Xra' chuchee le'ej, gaa ne guun nocoo chuchee le'ej, ne chéé chuchee le'ej ga nii xo' a. Ne urihanj xtaa, ne chá xo' a.